# 루난구

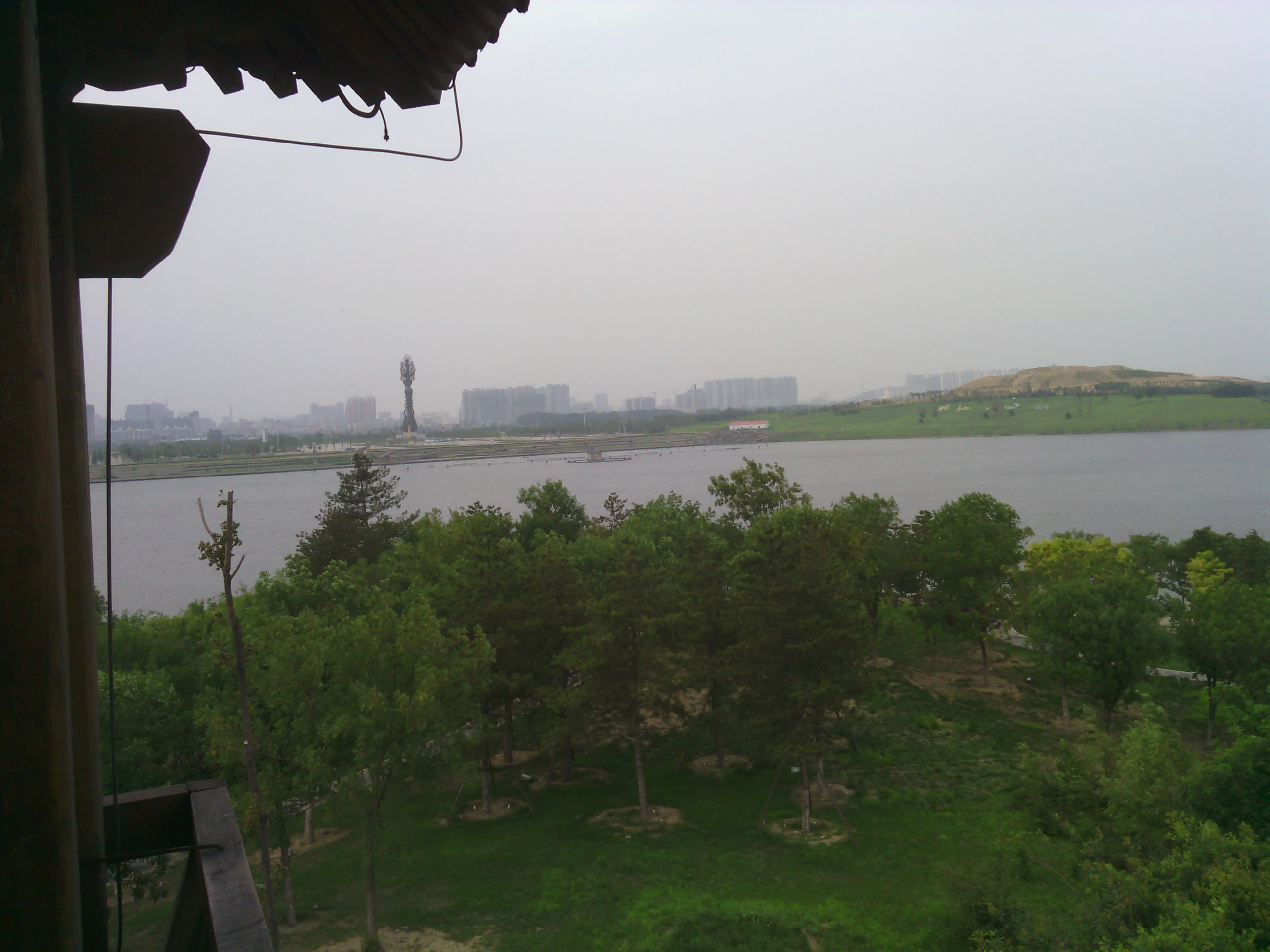

루난구(한국어: 노남구, 중국어: 路南区, 병음: Lù'nán Qū)는 중화인민공화국 허베이성 탕산 시의 행정구역이다. 넓이는 65km2이고, 인구는 2007년 기준으로 240,000명이다.

## 기후
연평균 기온은 11.1°C이고 연평균 강수량은 620mm이다.

## 행정 구역
7개 가도, 1개 향을 관할한다.
- 가도：友谊里街道、学院南路街道、广场街道、永红桥街道、小山街道、文化北后街街道、钱家营矿区街道。
- 향 : 女织寨乡。